# هانس فون هالبان
هانس هاینریش فون هالبان (آلمانی: Hans Heinrich von Halban؛ زاده ۱۹۰۸ درگذشته ۱۹۶۴) یک فیزیک‌دان اهل فرانسه بود.